# Монастырь Ковин
Монастырь Ковин (серб. Манастир Српски Ковин, венг. Ráckevei Szerb Monostor) — православный мужской монастырь в честь Успения Пресвятой Богородицы в юрисдикции Будимской епархии Сербской православной церкви, расположенный в 40 км южнее Будапешта на острове Чепель в городе Рацкеве в Венгрии.

## История
Согласно оспариваемой легенде, монастырь был основан в XII веке Илоной Сербской, женой Бела II и дочерью Уроша I Вукановича.
В 1439 году, после завоевания турками Смедеревской крепости, они переправились через Дунай и разграбили ряд населённых пунктов в том числе и Ковин. Те, кто сумел бежать, добрались до острова Чепель. 10 октября 1440 года венгерский король Ладислав Постум даровал беженцем из Ковина для молитвы церковь в раннеготическом стиле с колокольней и земельный королевский надел. В это же время церковь была освящена в честь Успения Пресвятой Богородицы, а приделы — в честь Рождества Иоанна Предтечи и святых-бессребренников Космы и Дамиана.
В середине XVI века изначально приходская церковь вероятно трансформировалась в монастырь. Об этом нет прямых свидетельств, но турецкая перепись 1546 года упоминает среди прочего трёх монахов и священника из Сербского Ковина. Наиболее ранние документальные свидетельства о существовании монастыря на острове Чепель относятся к 1680 году.
В период упразднения монастырей при Марии Терезии, в 1777 году обитель была закрыта, а братия во главе с архимандритом Иосифом (Станоевичем) переведена в монастырь Грабовац.
В последней четверти XX века монастырь был возрождён, а настоятелем его утверждён архимандрит Андрей (Пандурович).

- Успенская церковь
- Архимандрит Андрей (Пандурович)
- Интерьер церкви
- Плащаница 1770 года

16 сентября 2021 года в отреставрированном монастырском здании был открыт церковный музей, где представлены богослужебные предметы и сербское искусство конца XVIII — начала XX века.